# Roland Števko
Roland Števko (Levice, 8 aprile 1983) è un calciatore slovacco, attaccante del Senica.

## Carriera

### Club
Il 3 ottobre del 2004 sigla una doppietta contro il Dukla Banská Bystrica (2-2) e una settimana dopo realizza tre reti al Rimavska Sobota (4-2). Il 16 ottobre mette a segno un'altra doppietta ai danni del Dubnica (0-3).

## Palmarès

### Club
- Corgoň Liga: 1

Ruzomberok: 2005-2006
- Slovenský Pohár: 1

Ruzomberok: 2005-2006

### Individuale
- Capocannoniere della Corgoň Liga: 1

2003-2004 (17 reti)